# Iseilema
Iseilema es un género de plantas herbáceas de la familia de las poáceas. Es originario de India, Malasia y Australia.

## Etimología
El nombre del género deriva del griego isos (igual) y eilema ( cubierta), refiriéndose a las cuatro espiguillas involucrales. 

## Citología
El número cromosómico básico del género es x = 4, or 5 (?)., con números cromosómicos somáticos 2n = 6, 8, 18, 28, y 36. 2, 7, y 9 ploide (?).

## Especies
- Iseilema anthephoroides Hack.
- Iseilema calvum C.E. Hubb.
- Iseilema ciliatum C.E. Hubb.
- Iseilema convexum C.E. Hubb.
- Iseilema dolichotrichum C.E. Hubb.
- Iseilema eremaeum S.T. Blake
- Iseilema filipes S.T. Blake
- Iseilema fragile S.T. Blake
- Iseilema holeii Haines
- Iseilema holmesii S.T. Blake
- Iseilema hubbardii Uppuluri
- Iseilema laxum Hack. ex Duthie
- Iseilema macratherum Domin
- Iseilema maculatum Jansen
- Iseilema minutiflorum Jansen
- Iseilema schmidii A. Camus
- Iseilema siamense C.E. Hubb.
- Iseilema thorelii A. Camus
- Iseilema vaginiflorum Domin
- Iseilema ventakeswarlui Satyavathi
- Iseilema windersii C.E. Hubb.